# Complete Studio Recordings
1993. szeptember 24-én jelent meg a Led Zeppelin Complete Studio Recordings című 10 CD-s box setje. A csomagban megtalálható a zenekar összes eredeti albuma digitálisan felújított formában; a Coda új kiadásán négy olyan dal is szerepel, melyek csak a Led Zeppelin Boxed Set első, illetve második részén jelentek meg. A Led Zeppelin 1968 és 1980 között 86 dalt vett fel, melyek közül 85 található ezen a kiadáson. A "Moby Dick"/"Bonzo's Montreux" remix csak a Led Zeppelin Boxed Set első részén található meg.

## Az album dalai
1. CD – Led Zeppelin
1. "Good Times Bad Times" – 2:46
2. "Babe I’m Gonna Leave You" – 6:41
3. "You Shook Me" – 6:27
4. "Dazed and Confused" – 6:26
5. "Your Time is Gonna Come" – 4:34
6. "Black Mountain Side" – 2:12
7. "Communication Breakdown" – 2:30
8. "I Can’t Quit You Baby" – 4:42
9. "How Many More Times" – 8:28

2. CD – Led Zeppelin II
1. "Whole Lotta Love" – 5:34
2. "What is and What Should Never Be" – 4:45
3. "The Lemon Song" – 6:19
4. "Thank You" – 4:49
5. "Heartbreaker" – 4:14
6. "Living Loving Maid (She’s Just a Woman)" – 2:39
7. "Ramble On" – 4:24
8. "Moby Dick" – 4:20
9. "Bring It on Home" – 4:21

3. CD – Led Zeppelin III
1. "Immigrant Song" – 2:25
2. "Friends" – 3:54
3. "Celebration Day" – 3:29
4. "Since I've Been Loving You" – 7:23
5. "Out on the Tiles" – 4:06
6. "Gallows Pole" – 4:56
7. "Tangerine" – 3:10
8. "That's the Way" – 5:37
9. "Bron-Y-Aur Stomp" – 4:16
10. "Hats off to (Roy) Harper" – 3:42

4. CD –  (Led Zeppelin IV)
1. "Black Dog" – 4:56
2. "Rock and Roll" – 3:41
3. "The Battle of Evermore" – 5:52
4. "Stairway to Heaven" – 8:03
5. "Misty Mountain Hop" – 4:39
6. "Four Sticks" – 4:45
7. "Going to California" – 3:32
8. "When the Levee Breaks" – 7:08

5. CD – Houses of the Holy
1. "The Song Remains the Same" – 5:30
2. "The Rain Song" – 7:39
3. "Over the Hills and Far Away" – 4:50
4. "The Crunge" – 3:17
5. "Dancing Days" – 3:43
6. "D'yer Mak'er" – 4:23
7. "No Quarter" – 7:00
8. "The Ocean" – 4:31

6. CD – Presence
1. "Achilles Last Stand" – 10:25
2. "For Your Life" – 6:20
3. "Royal Orleans" – 2:58
4. "Nobody’s Fault But Mine" – 6:27
5. "Candy Store Rock" – 4:07
6. "Hots on for Nowhere" – 4:43
7. "Tea for One" – 9:27

7. CD – Physical Graffiti 1. rész
1. "Custard Pie" – 4:13
2. "The Rover" – 5:36
3. "In My Time of Dying" – 11:04
4. "Houses of the Holy" – 4:01
5. "Trampled Under Foot" – 5:35
6. "Kashmir" – 8:31

8. CD – Physical Graffiti 2. rész
1. "In the Light" – 8:44
2. "Bron-Yr-Aur" – 2:06
3. "Down by the Seaside" – 5:14
4. "Ten Years Gone" – 6:31
5. "Night Flight" – 3:36
6. "The Wanton Song" – 4:06
7. "Boogie with Stu" – 3:51
8. "Black Country Woman" – 4:24
9. "Sick Again" – 4:43

9. CD – In Through the Out Door
1. "In the Evening" – 6:49
2. "South Bound Saurez" – 4:12
3. "Fool in the Rain" – 6:12
4. "Hot Dog" – 3:17
5. "Carouselambra" – 10:31
6. "All My Love" – 5:53
7. "I'm Gonna Crawl" – 5:30

10. CD – Coda a négy új dallal
1. "We're Gonna Groove" – 2:40
2. "Poor Tom" – 3:01
3. "I Can't Quit You Baby" – 4:17
4. "Walter's Walk" – 4:31
5. "Ozone Baby" – 3:35
6. "Darlene" – 5:06
7. "Bonzo's Montreux" – 4:17
8. "Wearing and Tearing" – 5:31
9. "Baby Come on Home" – 4:30
10. "Traveling Riverside Blues" – 5:11
11. "White Summer/Black Mountain Side" – 8:01
12. "Hey Hey What Can I Do" – 3:55

## Közreműködők
Lásd az eredeti albumoknál.